# Birger Larsen (calciatore)
Birger Larsen (Copenaghen, 27 marzo 1942 – Copenaghen, 28 gennaio 2024) è stato un calciatore danese, di ruolo difensore.